# 박진규 (정치인)
박진규(朴進圭, 1941년 12월 5일, 경상북도 영천 출생 ~ )은 대한민국의 정치인이다. 제14·15대 영천시장이다.

## 학력
- 신녕초등학교
- 신녕중학교
- 능인고등학교( ~ 1962년)
- 경북대학교  농화학과( ~ 1969년)
- 경북대학교 농업개발대학원( ~ 1994년)

## 경력
- 경북도청 농산과장(1982년 ~ 1988년)
- 경북도청 특작과장(1988년)
- 경북도청 농민교육원장(1988년 ~ 1992년)
- 경북 점촌시청 부시장(1992년 ~ 1994년)
- 경북 영천시청 부시장(1994년)
- 경북도청 국제통상협력실장(1994년 ~ 1995년)
- 경북도청 농정국장 (1995년 ~ 1997년 11월)
- 2000년 10월 27일 ~ 2005년 3월 24일 제14·15대 경상북도 영천시장 (한나라당)
- 2001.08.25 한나라당 입당

## 역대 선거 결과
|  | 30.93% |

|  | 37.0% |

|  | 77.97% |